# Altstadtfest (Hannover)
Das Altstadtfest in Hannover fand erstmals 1970 statt und gilt als eines der ersten Altstadtfeste seiner Art in Deutschland.

## Geschichte

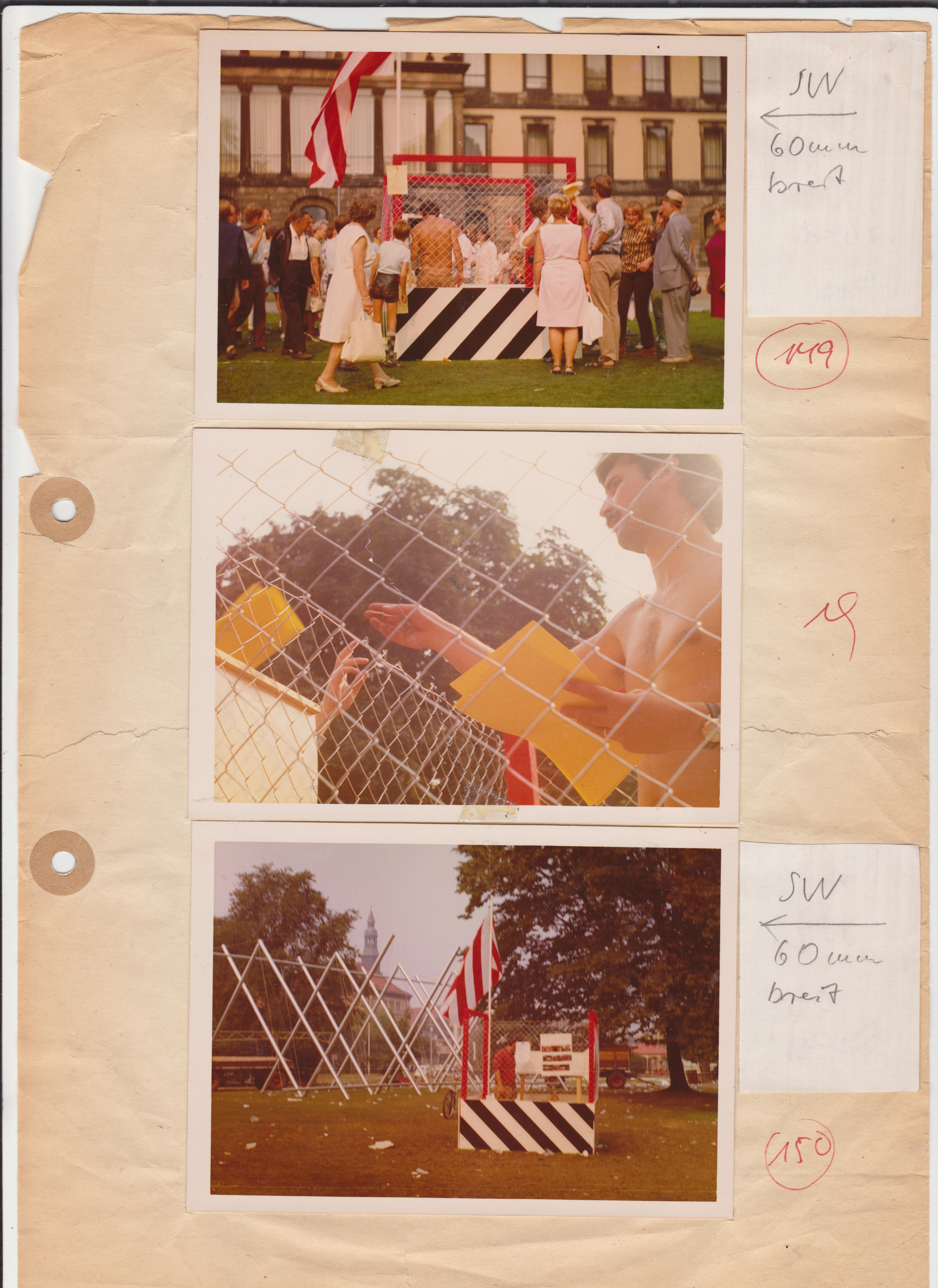
Erstes Altstadtfest, 1970: Der Künstler János Nádasdy mit seiner Aktionskunst Wohnsperre vor dem Niedersächsischen Landtag am Leibnizufer

Im Zuge allgemeiner Bemühungen um eine Revitalisierung sowohl von Innen- als auch Außenbereichen wurde das erste Fest in der hannoverschen Altstadt  – unter Beteiligung des späteren Stadtimagepflegers Mike Gehrke – am 29. und 30. August 1970 veranstaltet. Unter dem Motto „Dabeisein und mitmachen“ bildete das von rund 200.000 Menschen besuchte Fest zugleich den Auftakt für das – ebenfalls bundesweit beachtete – zunächst auf vier Jahre angelegte „Straßenkunstprogramm“.
Das Altstadtfest war Teil einer Stadtteilkultur und eines Stadtmarketings, bevor diese Begriffe überhaupt erfunden worden waren:

„In Hannover fällt den Leuten immer etwas ein,“

schrieb die Frankfurter Neue Presse 1970 und meinte die ersten Freizeitheime in Deutschland, wie etwa das Freizeitheim Linden, den ersten Flohmarkt in Deutschland, das Straßenkunstprogramm und eben das Altstadtfest, „allesamt kleine Kulturrevolutionen in einer Zeit, als [anderswo] »Gammler« noch mit Wasserschläuchen von der Straße vertrieben wurden“.
Im Gedränge des ersten Altstadtfestes kamen die Menschen einander näher; junge Menschen, viele „Mittelalterliche“ und „etliche Ältere, die trotz einiger gerümpfter Augenbrauen gute Miene zum guten Spiel machten“.
Insbesondere in den 1970er Jahren war das jährlich stattfindende Altstadtfest in Hannover geprägt von Kleinkunst und „anspruchsvollerer Unterhaltung“. 1975 wurde zugleich der Flohmarkt abgehalten rund um die im Jahr zuvor aufgestellten Nanas.
Im selben Jahr wollte jedoch Oberstadtdirektor Rudolf Koldewey die Zuschüsse für die Pflege des Stadtimages von rund 100.000,- DM auf 30.000 DM kürzen – ein Ende der Altstadtfeste wäre die Folge gewesen. Nach Bürgerprotesten auch über Leserbriefe etwa in der Hannoverschen Allgemeinen Zeitung blieb dann zwar der Zuschuss konstant, jedoch wurden die Mieten für die Stände erhöht und es hob eine – auch bundesweit zu beobachtende – Kommerzialisierung von Festivitäten an.
Infolge (städtischen) Geldmangels wurde das Altstadtfest in den Jahren 1982 und 1983 nicht veranstaltet. Als 1984 das Fest gänzlich ohne städtische Zuschüsse dennoch wieder veranstaltet wurde, besuchten rund 500.000 Gäste das Volksfest. Doch obwohl die Besucherzahlen anfänglich anhaltend hoch waren, sackte das Fest ab der zweiten Hälfte der 1980er Jahre mehr und mehr herab auf eine rein auf die leiblichen Genüsse abgestellte Veranstaltung. Die Gründe waren eine schwächere finanzielle Absicherung durch die Stadt Hannover und ein allgemeiner Wandel der Stimmung in der Bevölkerung.
Während des Altstadtfestes 1992 wurden bei einem Sprengstoffanschlag 16 Festteilnehmer verletzt. Das Fest wurde daraufhin abgebrochen und fand 1993 nicht statt.
Von 1994 bis 2007 wurde die Veranstaltung, teilweise auch als „Leinefest“, in reduziertem Umfang fortgeführt durch den Gastronomen Rainer Aulich, Betreiber des Brauhaus Ernst August.
2009 wurde das Altstadtfest in weiter reduziertem Umfang wiederbelebt.